# Uropodi
| La cua de l'escamarlà (Nephrops norvegicus). Els uropodis flanquegen el tèlson; és visible una sutura transversal (dièresi) a l'exopodi (part exterior) de cada uropodi. |  | La cua de l'escamarlà (Nephrops norvegicus). Els uropodis flanquegen el tèlson; és visible una sutura transversal (dièresi) a l'exopodi (part exterior) de cada uropodi. |
| La cua de l'escamarlà (Nephrops norvegicus). Els uropodis flanquegen el tèlson; és visible una sutura transversal (dièresi) a l'exopodi (part exterior) de cada uropodi. |  | |

Els uropodis són apèndixs posteriors que es troben en una gran varietat de crustacis. Es troben a continuació de l'abdomen (o plèon) i són laminars en la majoria dels grups.
Solen tenir funcions en la locomoció.

## Definició
Sovint es defineixen els uropodis com els apèndixs de l'últim segment corporal d'un crustaci. Una definició alternativa suggerida per Frederick R. Schram restringeix el terme a aquelles estructures derivades del segment abans del segment anal (el segment que conté l'anus). Sota aquesta última definició, els apèndixs del segment anal són branques caudals, que són anàlogues als uropodis.

## Forma
Els uropodis solen ser birramis, ja que comprenen un endopodi i un exopodi. L'exopodi és generalment el més gran, i es pot dividir en dos per una sutura transversal coneguda com la «dièresi».
Els uropodis estan formats per quatre peces:
- 2 exopodis (els més externs)
- 2 endopodis (els més interns, entre els exopodis i el tèlson).

Generalment, els amfípodes tenen tres parells d'uropodis.
En la majoria dels peracàrides, Bathynellacea i Cumacea, els uropodis tenen forma de bastó.

## Funció
Els uropodis poden treballar en coordinació amb el tèlson per formar un ventall caudal, utilitzant aquests apèndixs per ajudar-se en els seus desplaçaments (natació), ja que amb un moviment brusc de l'abdomen, tèlson i els uropodis, aconsegueixen propulsar-se ràpidament cap enrere.
En el bernat ermità (Paguroidea), els uropodis serveixen com a elements de retenció.
En gairebé tots els crancs i en alguns litòdids, els uropodis es reabsorbeixen en l'edat adulta.

## Espècies
Tots els decàpodes (amb l'excepció de la majoria dels Brachyura) presenten uropodis: palinurs, dendrobranquiats, estenopodideus, carideus, astacideus, talassinideus, etc.